# Denis Ménochet
Denis Ménochet (Enghien-les-Bains, Valle del Oise, 18 de septiembre de 1976) es un actor francés, conocido sobre todo por sus participaciones en películas como Hannibal, el origen del mal, Inglourious Basterds, Robin Hood, Forces spéciales y As bestas.

## Biografía
Nació en Enghien-les-Bains (Francia), pero se crio en Feucherolles.
En el 2003 apareció como invitado en la serie francesa La crème de Camera Café, donde interpretó a Patrick en el episodio "Le syndrome de Stokholm". Ese mismo año interpretó al hermano André durante el episodio "Le grand soir".
En el 2007 interpretó al jefe de la policía en la película Hannibal Rising.
Ese mismo año interpretó al periodista de Orly en la película La Vie en Rose protagonizada por Marion Cotillard.
En el 2009 se unió a la película Inglourious Basterds, donde interpretó a Perrier LaPadite, el lechero francés que traiciona a la familia judía luego de ser interrogado por los nazis.
En el 2010 interpretó al soldado Adhemar en la película Robin Hood.
Ese mismo año apareció en la película La rafle, donde dio vida a Corot, el comandante de Beaune-la-Rolande.
En el 2011 se unió al elenco principal de la película Forces spéciales, donde interpretó al capitán Lucas, un miembro del grupo de las fuerzas especiales francesas. Lucas muere luego de recibir un disparo de uno de los hombres de Ahmed Zaief (Raz Degan).

## Filmografía

### Películas
| Año  | Título                                     | Personaje           | Notas                                                                                                |
| ---- | ------------------------------------------ | ------------------- | --- |
| 2023 | Beau tiene miedo                           | Jeeves              | [ 3 ]                                                                                                |
| 2022 | As bestas                                  | Antoine             | |
| 2022 | Peter von Kant                             | Peter von Kant      | |
| 2019 | Alexandre                                  | François            | junto a Melvil Poupaud, Swann Arlaud, Josiane Balasko y Éric Caravaca                                |
| 2018 | Grâce à Dieu                               | François Debord     | |
| 2018 | L'Empereur de Paris                        | -                   | junto a Olga Kurylenko, Vincent Cassel, August Diehl y Freya Mavor                                   |
| 2018 | Old Boys                                   | Babinot             | |
| 2018 | Mary Magdalene                             | Daniel              | Rooney Mara, Joaquin Phoenix, Chiwetel Ejiofor, Tahar Rahim, Tchéky Karyo y Ryan Corr                |
| 2018 | Entebbe                                    | Jacques Le Moine    | junto a Rosamund Pike, Daniel Brühl, Lior Ashkenazi, Eddie Marsan y Ben Schnetzer                    |
| 2017 | Jusqu'à la garde                           | Antoine Besson      | junto a Léa Drucker, Thomas Gioria, Mathilde Auneveux y Jean-Marie Winling                           |
| 2016 | Assassin's Creed                           | McGowan             | |
| 2016 | Miracle on Canary Wharf                    | Santa               | corto                                                                                                |
| 2016 | La danseuse                                | Ruben               | junto a Stéphanie Sokolinski, Gaspard Ulliel, Mélanie Thierry, Lily-Rose Depp y François Damiens     |
| 2015 | The Program                                | Johan Bruyneel      | junto a Ben Foster, Lee Pace, Jesse Plemons, Guillaume Canet, Chris O'Dowd y Edward Hogg             |
| 2014 | Norfolk                                    | Hombre              | junto a Barry Keoghan, Olegar Fedoro, Jason Beeston y Eileen Davies                                  |
| 2014 | Ablations                                  | Pastor Cartalas     | junto a Virginie Ledoyen, Florence Thomassin, Yolande Moreau, Philippe Nahon y Serge Riaboukine      |
| 2014 | T'étais où quand Michael Jackson est mort? | -                   | corto - junto a Tarek Boudali, Tony Harrisson, Johan Libéreau y Élodie Navarre                       |
| 2013 | Faim de vie                                | -                   | corto - junto a François Berléand, Eriq Ebouaney, Alexandra Genoves y Jean-Pierre Martins            |
| 2013 | Eyjafjallajökull                           | Ezéchiel            | junto a Valérie Bonneton, Dany Boon, Albert Delpy, Bérangère McNeese y Jochen Hägele                 |
| 2013 | Nos héros sont morts ce soir               | Victor              | junto a Jean-Pierre Martins, Constance Dollé, Pascal Demolon y Alice Barnole                         |
| 2013 | Grand Central                              | Toni                | junto a Tahar Rahim, Léa Seydoux, Olivier Gourmet y Johan Libéreau                                   |
| 2013 | Just a Sigh                                | Antoine             | junto a Emmanuelle Devos, Gabriel Byrne, Gilles Privat, Aurélia Petit y Laurent Capelluto            |
| 2013 | Avant que de tout perdre                   | Antoine             | corto - junto a Léa Drucker, Anne Benoît, Miljan Chatelain y Mathilde Auneveux                       |
| 2012 | Dans la maison                             | Rapha Artole        | junto a Fabrice Luchini, Ernst Umhauer, Kristin Scott Thomas, Emmanuelle Seigner y Yolande Moreau    |
| 2012 | Je me suis fait tout petit                 | Yvan Le Doze        | junto a Vanessa Paradis, Léa Drucker, Laurent Lucas y Laurent Capelluto                              |
| 2011 | Les adoptés                                | Alex                | junto a Marie Denarnaud, Clémentine Célarié, Mélanie Laurent y Théodore Maquet-Foucher               |
| 2011 | Forces spéciales                           | Lucas               | junto a Diane Kruger, Djimon Hounsou, Benoît Magimel, Raphaël Personnaz y Tchéky Karyo               |
| 2011 | Le Skylab                                  | Tonton Roger        | junto a Emmanuelle Riva, Eric Elmosnino, Julie Delpy, Aure Atika y Jean-Louis Coulloc'h              |
| 2010 | Joseph et la fille                         | Franck              | junto a Jacques Dutronc, Hafsia Herzi, Aurélien Recoing y Thierry Gibault                            |
| 2010 | Pieds nus sur les limaces                  | Pierre              | junto a Diane Kruger, Ludivine Sagnier, Stanley Weber, Brigitte Catillon y Jean-Pierre Martins       |
| 2010 | Robin Hood                                 | Adhemar             | junto a Russell Crowe, Cate Blanchett, Mark Strong, Oscar Isaac, Kevin Durand & Danny Huston         |
| 2010 | La rafle                                   | Corot               | junto a Mélanie Laurent, Jean Reno, Gad Elmaleh, Sylvie Testud & Anne Brochet                        |
| 2009 | Inglourious Basterds                       | Perrier LaPadite    | junto a Brad Pitt, Christoph Waltz, Mélanie Laurent, Diane Kruger, Michael Fassbender & Daniel Brühl |
| 2009 | Je te mangerais                            | Yves                | junto a Judith Davis, Marc Chapiteau, Fabienne Babe & Isild Le Besco                                 |
| 2009 | L'école du pouvoir                         | Interno             | junto a Robinson Stévenin, Élodie Navarre, Céline Sallette & Thibault Vinçon                         |
| 2008 | La très très grande entreprise             | Gilles              | junto a Roschdy Zem, Marie Gillain, Jean-Paul Rouve & Adrien Jolivet                                 |
| 2008 | Coco Chanel                                | -                   | junto a Barbora Bobulova, Brigitte Boucher, Malcolm McDowell, Jean-Claude Dreyfus & Cécile Cassel    |
| 2008 | À sa place                                 | Jean-Michel         | ccorto - junto a Delphine Benattard, Caroline de Bon & Lise Schreiber                                |
| 2007 | Rendez-moi justice                         | Gilbert Jourdan     | junto a Laurent D'Olce, Régis Royer, Frédéric Bocquet & François Toumarkine                          |
| 2007 | La disparue de Deauville                   | Jean-Luc            | junto a Christopher Lambert, Sophie Marceau, Nicolas Briançon & Simon Abkarian                       |
| 2007 | J'ai plein de projets                      | -                   | corto - junto a Karim Adda, Julien Boisselier, Gilles Lellouche, Jean-Pierre Cassel & Léa Drucker    |
| 2007 | Ma place au soleil                         | -                   | junto a Nicole Garcia, Jacques Dutronc, André Dussollier, François Cluzet & Valeria Golino           |
| 2007 | La Vie en Rose                             | Periodista          | junto a Marion Cotillard, Sylvie Testud, Emmanuelle Seigner, Gérard Depardieu & Clotilde Courau      |
| 2007 | Hannibal Rising                            | Jefe de policía     | junto a Gaspard Ulliel, Gong Li, Dominic West, Kevin McKidd, Rhys Ifans & Richard Brake              |
| 2007 | La 17ème marche                            | Hombre              | corto - junto a Julien Boisselier, Gilles Lellouche, Stéphane Debac & Marc Chapiteau                 |
| 2007 | Poison d'avril                             | Ingeniero de Sonido | junto a Olivier Gourmet, Bruno Todeschini, Anne Brochet, Patrick Descamps & Valérie Leboutte         |
| 2007 | Light My Fire                              | -                   | corto - junto a Sophie de Villenoisy & Carol Gobillot                                                |
| 2007 | Mélodie de la dernière pluie               | -                   | junto a Léna Breban, Mathieu Demy, Julie Durand & Jean-Louis Tribes                                  |
| 2005 | Appel d'air                                | Vincent             | corto - junto a Mélodie Marcq, Magaly Godenaire & Régis Samoudi                                      |
| 2005 | Les vagues                                 | Entrenador          | junto a Guillaume Baché, Clémentine Célarié, Roxane Mesquida & Cris Campion                          |
| 2005 | Foon                                       | Harry               | junto a Alexandre Brik, Morgan Perez, Benoît Pétré & Thierry Lhermitte                               |
| 2005 | La moustache                               | Servidor            | junto a Vincent Lindon, Emmanuelle Devos, Mathieu Amalric, Hippolyte Girardot & Cylia Malki          |
| 2004 | Mot compte double                          | Denis               | junto a Delphine Benattard, Dimitri Coste, Virginie Lanoué & Cécile Vernant                          |
| 2004 | Split                                      | -                   | corto - junto a Charles Bouchery & Isabelle Vitari                                                   |
| 2004 | Automne                                    | Guardaespaldas      | junto a Laurent Lucas, Irène Jacob, Michel Aumont & Jean-Claude Dreyfus                              |

### Series de Televisión
| Año  | Título                   | Personaje       | Notas                                   |
| ---- | ------------------------ | --------------- | --------------------------------------- |
| 2015 | Spotless                 | Martin Bastiere | 10 episodios                            |
| 2010 | Agatha Christie's Poirot | Pierre Michel   | episodio "Murder on the Orient Express" |
| 2009 | Brigade Navarro          | Capitán Le Mat  | episodio "Mascarade"                    |
| 2008 | Duval et Moretti         | Alex            | episodio "Otages"                       |
| 2008 | Julie Lescaut            | Patrick         | episodio "Défendre jusqu'au bout"       |
| 2006 | L'État de Grace          | Taxista         | episodio "Combattre" - miniserie        |
| 2003 | La crème de Camera Café  | Patrick         | episodio "Le syndrome de Stokholm"      |
| 2003 | Adventure Inc.           | Nikos           | episodio "The Price of the Oracle"      |

## Premios y nominaciones
| Año  | Categoría | Premio                    | Películas            |           |
| ---- | --- | ------------------------- | -------------------- | --------- |
| 2012 | Most Promising Young Actor                                                                                         | Lumiere Award             | Les adoptés          | Ganador   |
| 2010 | Outstanding Performance by a Cast in a Motion Picture (junto a Daniel Brühl, Diane Kruger, Brad Pitt...)           | Screen Actors Guild Award | Inglourious Basterds | Ganadores |
| 2010 | Best Acting Ensemble (junto a Michael Fassbender, Diane Kruger, Mélanie Laurent, Brad Pitt, Til Schweiger...)      | Critics Choice Award      | Inglourious Basterds | Ganadores |
| 2010 | Best Ensemble (junto a Daniel Brühl, Diane Kruger, Mélanie Laurent, Brad Pitt, Til Schweiger & Christoph Waltz)    | COFCA Award               | Inglourious Basterds | Ganadores |
| 2009 | Best Acting Ensemble (junto a Daniel Brühl, Michael Fassbender, Diane Kruger, Mélanie Laurent, Christoph Waltz...) | PFCS Award                | Inglourious Basterds | Ganadores |
| 2009 | Best Ensemble Performance (junto a Michael Fassbender, Diane Kruger, Mélanie Laurent, Brad Pitt & Christoph Waltz) | SDFCS Award               | Inglourious Basterds | Ganadores |
| 2023 | Mejor actor | Medallas del CEC          | As bestas            | Ganador   |
| 2023 | Mejor interpretación masculina protagonista                                                                        | Premios Goya              | As bestas            | Ganador   |